# Genista segonnei
Genista segonnei är en ärtväxtart som först beskrevs av René Charles Maire, och fick sitt nu gällande namn av Peter Edward Gibbs. Genista segonnei ingår i släktet ginster, och familjen ärtväxter. Inga underarter finns listade i Catalogue of Life.